# Hydromanicus fissus
Hydromanicus fissus är en nattsländeart som beskrevs av Li, Tian och Dudgeon 1990. Hydromanicus fissus ingår i släktet Hydromanicus och familjen ryssjenattsländor. Inga underarter finns listade i Catalogue of Life.